# Совєтинське сільське поселення
Совєтинське сільське поселення — муніципальне утворення у Неклинівському районі Ростовської області.
Адміністративний центр поселення — слобода Совєтка.
Населення — 2199 осіб (2010 рік).

## Географія
Совєтинське сільське поселення розташоване на північному сході Неклинівського району

## Адміністративний устрій
До складу Совєтинського сільського поселення входить:
- слобода Совєтка — 899 осіб (2010 рік);
- село Александрівка 1-я — 35 осіб (2010 рік);
- село Гірська Порада — 199 осіб (2010 рік);
- село Новостроєнка — 194 осіб (2010 рік);
- хутір Головинка — 132 осіб (2010 рік);
- хутір Копані — 175 осіб (2010 рік);
- хутір Кузьминка — 20 осіб (2010 рік);
- хутір Любовка — 145 осіб (2010 рік);
- хутір Мелюзовка — 16 осіб (2010 рік);
- хутір Приют — 329 осіб (2010 рік);
- хутір Садки — 55 осіб (2010 рік).